# 阿特高地区贝格
阿特高地区贝格是奥地利上奥地利州弗克拉布鲁克县的一个市镇。总面积20平方公里，总人口987人，人口密度49.4人/平方公里（2005年）。